# Long delayed echo
Long delayed echo (LDE'er) er ekkoer af radiosignaler, som vender tilbage til afsenderen flere sekunder efter, at en radiotransmission har fundet sted. Forsinkelser på mere end 2,7 sekunder betragtes som LDE'er. LDE'er har en række foreslåede videnskabelige oprindelser.

## Historisk
Disse ekkoer blev første gang observeret i 1927 af civilingeniør og amatørradiooperatør Jørgen Hals fra hans hjem nær Oslo, Norge. Hals havde gentagne gange observeret et uventet andet radioekko med en betydelig tidsforsinkelse efter det primære radioekko sluttede. Ude af stand til at redegøre for dette mærkelige fænomen skrev han et brev til den norske fysiker Carl Størmer, hvor han forklarede begivenheden:

I slutningen af sommeren 1927 hørte jeg gentagne gange signaler fra den hollandske kortbølgesendestation PCJJ i Eindhoven. Samtidig med at jeg hørte disse, hørte jeg også ekkoer. Jeg hørte det sædvanlige ekko, som går rundt om Jorden med et interval på omkring 1/7 af et sekund samt et svagere ekko omkring tre sekunder efter, at hovedekkoet var væk. Når hovedsignalet var særligt stærkt, formoder jeg, at amplituden for det sidste ekko tre sekunder senere lå mellem 1/10 og 1/20 af hovedsignalets styrke. Hvorfra dette ekko kommer, kan jeg ikke sige for nuværende, jeg kan kun bekræfte, at jeg virkelig har hørt det.

Fysiker Balthasar van der Pol hjalp Hals og Størmer med at undersøge ekkoerne, men på grund af den sporadiske karakter af ekkobegivenhederne og variationer i tidsforsinkelse, fandt han ikke en passende forklaring.
Langt forsinkede ekkoer er sporadisk blevet hørt fra de første observationer i 1927 og frem til i dag.

## Fem hypoteser
Shlionskiy oplister 15 mulige naturlige forklaringer i to grupper: Refleksioner i det ydre rum - og refleksioner inden for Jordens magnetosfære. Vidmar og Crawford foreslår, at fem af dem er de mest sandsynlige. Sverre Holm, professor i signalbehandling ved Universitetet i Oslo detaljerer disse fem; i opsummering,
- Kanalisering i Jordens magnetosfære og ionosfære ved lave HF-frekvenser (1-4 MHz).[11] Nogle ligheder med whistlere.

Radiosignaler kan passere ionosfæren og derefter ledes i magnetosfæren ud til en afstand af flere jordradier over til den modsatte halvkugle, hvor de vil blive reflekteret oven på ionosfæren. Rundturstiden varierer med senderens geomagnetiske breddegrad og er typisk i området 140–300 ms. Jo længere nordpå stationen er, jo større er forsinkelsen. På grund af den korte forsinkelse kan dette ikke anses for at være et rigtigt langtidsforsinket ekko. For fuldstændighedens skyld er den stadig inkluderet her.
Radiobølger med en frekvens på mindre end ca. 7 MHz kan blive fanget i magnetfelt ioniseringskanaler med L-værdier (afstanden fra jordens centrum til feltlinjen ved den magnetiske ækvator) mindre end ca. 4. Disse radiobølger kan efter at være blevet fanget forplanter sig til den modsatte halvkugle, hvor de bliver reflekteret i ionosfæren på oversiden. De kan vende tilbage langs kanalen, forlade den og forplante sig til radiomodtageren.
- Rejst mange gange rundt i verden. Radiosignaler kan rejse rundt om Jorden syv gange på et sekund. Sådanne radiosignaler er heller ikke ualmindelige.

"Goodacre rapporterer, at han pegede sin antenne mod horisonten og modtog sit eget 28 MHz-signal forsinket med op til omkring 9 sekunder... Hans måling indebærer rejser op til 65 runder rundt om jorden." Sandsynligvis den øvre frekvensgrænse for sådanne effekter.
Den mest populære nuværende teori er, at radiosignalerne fanges mellem to ioniserede lag i atmosfæren og derefter ledes rundt i verden mange gange, indtil de falder ud af et hul i bundlaget. (Kanaludbredelse mellem luftlag i den nedre atmosfære er et velforstået fænomen. Se radioudbredelse.)
- Tilstandskonvertering: Radiosignaler kobles til plasmabølger i den øvre ionosfære.

Undersøgt eksperimentelt af Crawford et al., optog de ekkoer med forsinkelser på op til 40 sekunder ved 5-12 MHz.
Radiosignalerne fra to adskilte sendere T1 og T2, T2, der sender CW- eller quasi-CW-signaler, interagerer ikke-lineært i ionosfæren eller magnetosfæren. Hvis bølgevektoren og frekvensen af den tvungne oscillation ved forskelsfrekvensen af de to signaler opfylder spredningsforholdet for elektrostatiske bølger, ville sådanne bølger eksistere og begynde at udbrede sig. Denne bølge kan vokse i amplitude på grund af bølge-partikel-interaktion. På et senere tidspunkt kunne det interagere med CW-signalet og forplante sig til T1.
- Refleksion fra fjerne plasmaskyer, der oprindeligt kommer fra solen.

Freyman lavede eksperimenter ved 9,9 MHz og detekterede flere tusinde ekkoer med forsinkelser på op til 16 sekunder på tidspunkter, hvor solplasma sandsynligvis kom ind i magnetosfæren.
- Ikke-linearitet ud over tilstandskonvertering. To transmitterede signaler kombineres for at generere en forskelsfrekvens, som bevæger sig med en plasmabølge, og derefter konverteres den tilbage.

Det kunne forklare amatør VHF/UHF-ekkoer. Hans Rasmussen fandt ekkoer forsinket med 4,6 sekunder ved 1296 MHz, og Yurek registrerede en forsinkelse på 5,75 sekunder ved 432 MHz.

## Alternative hypoteser
Nogle mener, at nordlysaktiviteten, der følger efter en solstorm, er kilden til LDE'er.
Atter andre mener, at LDE'er er dobbelte EME (EMEME) refleksioner, dvs. radiosignalet reflekteres af månen og det reflekterede signal reflekteres af Jorden tilbage til månen og reflekteres igen af månen tilbage til jorden.
Da han diskuterede brugen af automatiserede sonder som et potentielt middel til kontakt med udenjordiske civilisationer, foreslog den amerikanske fysiker Ronald Bracewell, at sådanne sonder kunne forsøge at tiltrække opmærksomhed ved at sende vores egne radiosignaler tilbage til os, idet han citerede de længe forsinkede ekkoer som et muligt tilfælde. Dette koncept blev udvidet af Duncan Lunan og også behandlet af Holm.

## Bedrag
Volker Grassmann, der skrev i VHF Communications, bemærkede muligheden for, at enkeltpersoner fup-LDE'er og sagde: "Forsøg på bedrageri kan under ingen omstændigheder udelukkes, og det må frygtes, at mindre seriøse radioamatører bidrager til bevidst forfalskning... Korte transmissioner vha. forskellige frekvenser er en forholdsvis enkel procedure til at udelukke potentielle ballademagere." For at reducere mulighederne for fejl eller svindelnumre, er der udviklet et verdensomspændende logningssystem.